# Acaia (provincia romana)
L'Acaia (latino: Achaia) fu una provincia dell'Impero romano, in Grecia meridionale, che confinava a nord con le province di Epiro e Macedonia.
Il suo territorio corrispondeva, in buona parte, con il Peloponneso.

## Statuto
Ottaviano Augusto, nel 27 a.C., trasformò la Grecia nella provincia romana di Acaia, sulla base del progetto del padre adottivo, Gaio Giulio Cesare. L'Acaia fu amministrata come una provincia senatoria da parte di un proconsole di rango pretorio, con alcune città, come Atene e Sparta, che conservarono persino il governo autonomo sul loro territorio.
In precedenza sembra che fosse un protettorato romano, facente parte della provincia romana di Macedonia (dal 146 al 27 a.C.). Sede del governatore provinciale romano fu eletta la Colonia Laus Iulia Corinthiensis (Corinto). Nel solo periodo 15-44, venne unita a Mesia e Macedonia come provincia imperiale.
Nei secoli II e III, la Grecia venne suddivisa tra le province di Acaia, Macedonia e Mesia. All'epoca della riforma tetrarchica dell'imperatore Diocleziano (tardo III secolo), la Mesia divenne una diocesi, governata da Galerio.
In età costantiniana, l'Hellas faceva parte della diocesi di Macedonia, mentre Teodosio I divise la diocesi di Macedonia nelle province di Creta, Acaia, Tessaglia, Epiro vecchio, Epiro nuovo e Macedonia. Le isole egee formarono la provincia di Insulae, nella diocesi Asiana.
Alcuni storici propongono datazioni diverse per la fine della Grecia romana, fra cui: 
- il 330, anno in cui Costantinopoli divenne una delle capitali dell'impero romano;
- il 395, in seguito alla definitiva divisione delle due parti dell'Impero (quella occidentale e quella orientale) avvenuta alla morte di Teodosio I;
- il 565, anno della morte del grande Giustiniano, ultimo imperatore di madrelingua latina a salire sul trono imperiale.
- il 610/641, con il regno di Eraclio I, il quale, secondo diversi storici, riformò drasticamente l'Impero, compiendo il passo decisivo della trasformazione da Impero romano a bizantino.

## Storia (146 a.C. - 395 d.C.)

### Protettorato romano di età repubblicana (146 - 27 a.C.)

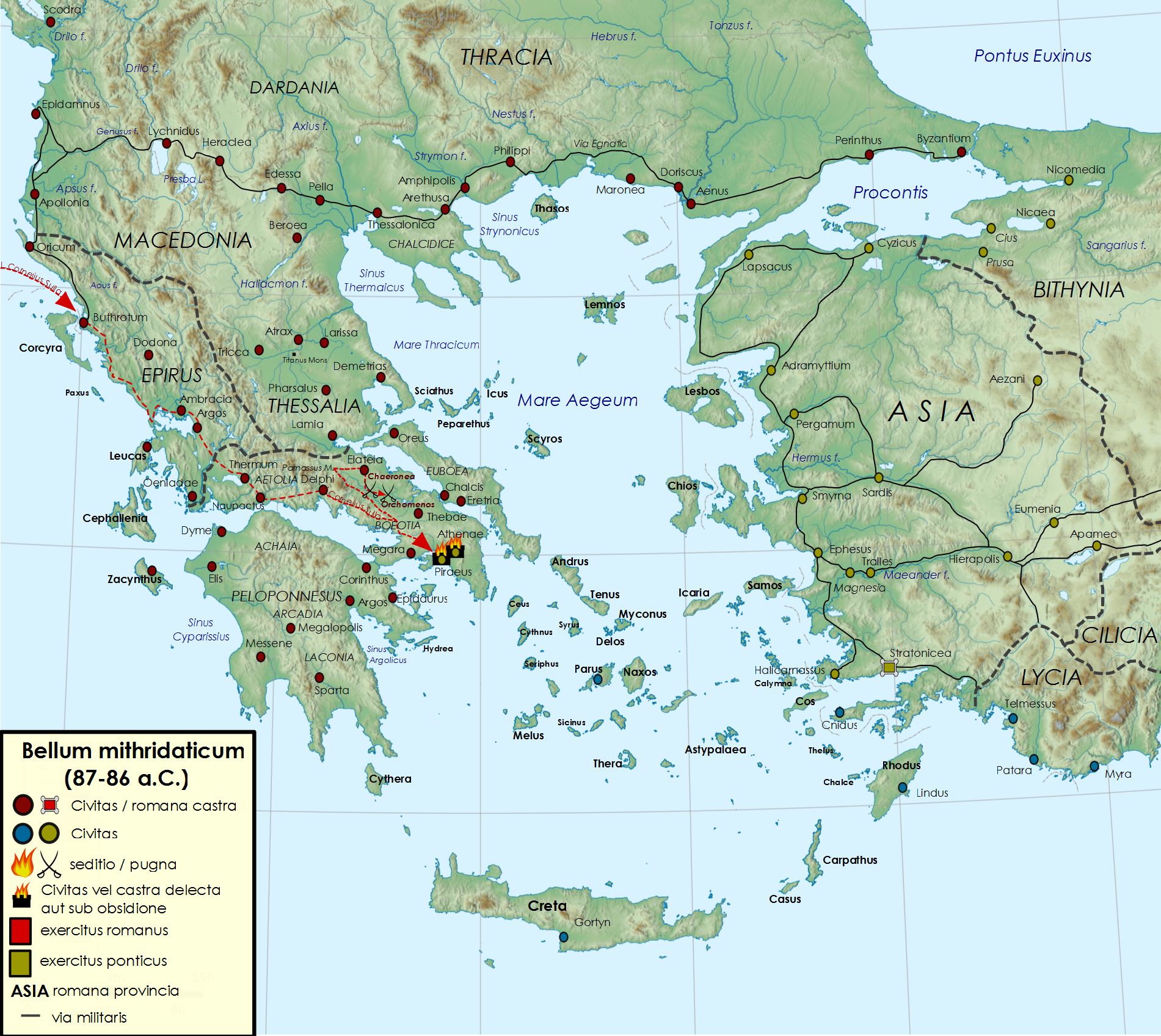
Gli anni cruciali (87-86 a.C.) della prima guerra mitridatica: dalla prima battaglia di Cheronea (dell'87 a.C.), all'assedio di Atene, alla seconda battaglia di Cheronea (dell'86 a.C.), fino a quella di Orcomeno.

La regione venne annessa alla Repubblica romana nel 146 a.C., dopo una breve campagna militare condotta dal console Lucio Mummio e terminata con la distruzione di Corinto, la cui popolazione venne uccisa o resa schiava, e con il saccheggio della città, che fornì opere d'arte per le ville dei patrizi romani. Per la sua vittoria, Mummio ricevette l'agnomen Achaicus, "conquistatore dell'Acaia". La Grecia divenne, quindi, un protettorato romano nel 146 a.C., mentre le isole dell'Egeo entrarono a farvi parte nel 133 a.C.
L'effetto immediato che si ebbe una volta che la Grecia venne sottomessa a Roma, fu la cessazione di tutte le guerre interne tra stato e stato. Vero è che se alcuni membri dell'oligarchia senatoria furono sul piano culturale sinceramente filoellenici, sul piano politico Roma non considerò mai i Greci come suoi alleati o amici, ma come semplici sudditi, uguali a tutti gli altri. L'atteggiamento romano nei confronti della Grecia sembra che fosse improntato non tanto sul rispetto, ma sull'arroganza e disprezzo. Sul piano culturale, Atene mantenne il suo ruolo di centro intellettuale, venendo però surclassata da Alessandria d'Egitto.
I Romani punirono severamente i Greci ribelli e, in Grecia come altrove, i Romani si preoccuparono di arricchirsi il più possibile, con la guerra, la tassazione o il commercio. L'atteggiamento romano poi, per tutto il resto, fu di grande indifferenza, tanto da portare la Grecia ad una situazione drammatica, dove la pirateria prese il sopravvento sulla parte orientale del Mediterraneo, trovando in Creta e Cilicia le sue principali basi logistiche. Da queste regioni i pirati organizzarono spedizioni sempre più ardite nel Mare Egeo, costruendo vere e proprie flottiglie, e compiendo razzie il cui obbiettivo principale era di porre in schiavitù intere popolazioni. Roma alla fine fu costretta ad intervenire, sebbene inizialmente non si fosse resa conto della politica distruttiva che aveva messo in atto, disinteressandosi della Grecia e degli stati ellenistici che gravitavano attorno ad essa. Si era inoltre reso necessario inviare in Macedonia le legioni romane per difendere i suoi confini dai continui attacchi delle popolazioni traciche e dalmatiche dell'ultimo terzo del II secolo a.C..
I successi ottenuti contro i pirati nel 102 a.C. da parte del consolare Marco Antonio Oratore, che aveva condotto una campagna nell'area cilicia, portarono alla creazione di una seconda provincia romana, quella di Cilicia nel 101-100 a.C.. Sfortunatamente questi successi iniziali si risolsero in un nulla di fatto quando, nell'88 a.C. Mitridate VI Eupatore, re del Ponto, convinse molte città-stato greche a unirsi a lui contro i Romani. E così l'Acaia insorse. Il governo della stessa Atene, formato da un'oligarchia di mercanti di schiavi e proprietari di miniere, fu rovesciato da un certo Aristione, che poi si dimostrò a favore di Mitridate, meritandosi dallo stesso il titolo di amico. Il re del Ponto appariva ai loro occhi come un liberatore della grecità, quasi fosse un nuovo Alessandro Magno.
Lucio Cornelio Silla riuscì al termine di due duri anni di guerra ad allontanare Mitridate dalla Grecia e a sedare la ribellione, saccheggiando Atene nell'86 a.C. e Tebe l'anno successivo, depredando le città sconfitte delle loro opere d'arte. Plutarco racconta che poco prima di assaltare la città di Atene, il tiranno Aristione tentò una mediazione con Silla:
(Plutarco, Vita di Silla, 13.4.)
E anche lo scoppio delle successive guerre civili romane combattute in Grecia, come la guerra civile tra Cesare e Pompeo e quella tra Ottaviano e Antonio, fecero precipitare il mondo greco in un periodo di grande sofferenza, lasciandolo alla fine spopolato e in rovina.

### Provincia romana di epoca alto imperiale (27 a.C. - 285 d.C.)

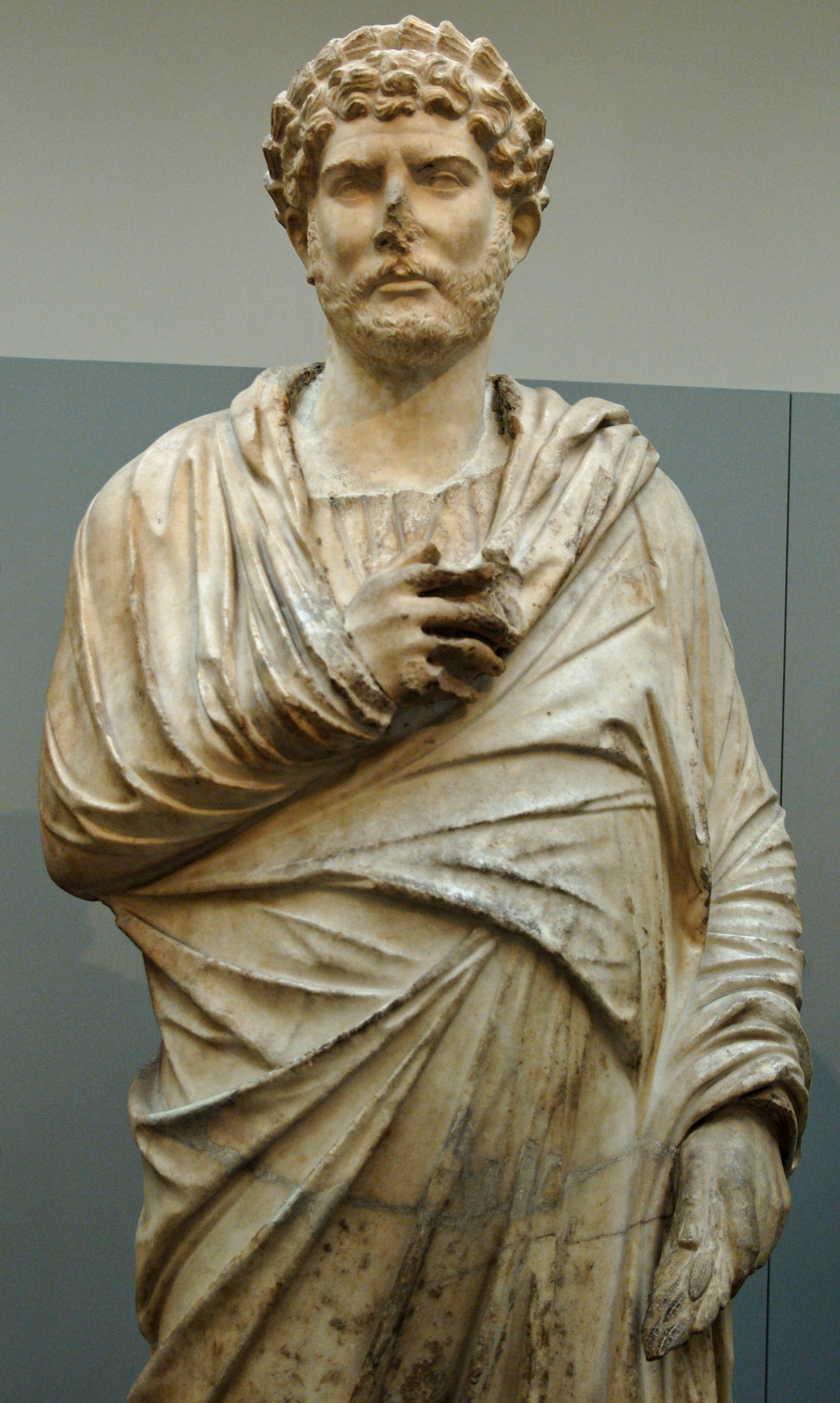
L'imperatore Adriano, in veste greca, offre un sacrificio ad Apollo (Londra, British Museum)

Fu solo con la creazione del principato da parte di Ottaviano Augusto che, in Grecia tornò a regnare pace ed equilibrio. Il primo imperatore romano, nel 27 a.C., trasformò la Grecia nella provincia romana di Acaia, cosa che era stata progettata dal padre adottivo, Gaio Giulio Cesare. Dopo la sconfitta di Marco Antonio e di Cleopatra, Augusto separò la Macedonia dall'Acaia, rendendo quest'ultima provincia indipendente. Svetonio aggiunge che Vespasiano la trasformò in provincia, poiché in precedenza era una regione libera.
Fu soprattutto sotto il regno del suo successore Tiberio, che la regione conobbe benevolenza e benessere rivolto ai sudditi dell'impero romano. Egli, infatti, ridusse la tassazione alle province di Acaia e Macedonia e per due volte inviò aiuti alle città asiatiche duramente colpite da un terremoto, nel 17 e 27. I successori poi continuarono questa politica di grande disponibilità verso il mondo greco, in particolare Nerone (54-68) e Adriano (117-138) adottarono una politica filoellenica. Assieme allo studioso greco Erode Attico, Adriano iniziò un vasto programma di ricostruzione edilizia: abbellì Atene e restaurò molte delle città greche in rovina. Nei secoli II e III, la Grecia venne suddivisa tra le province di Acaia, Macedonia e Mesia. Giovannini aggiunge che: "Roma finì per assumersi... le proprie responsabilità nei confronti di un popolo che per due secoli aveva spietatamente umiliato e depredato".

### Provincia romana di epoca tardo imperiale (285 - 395)

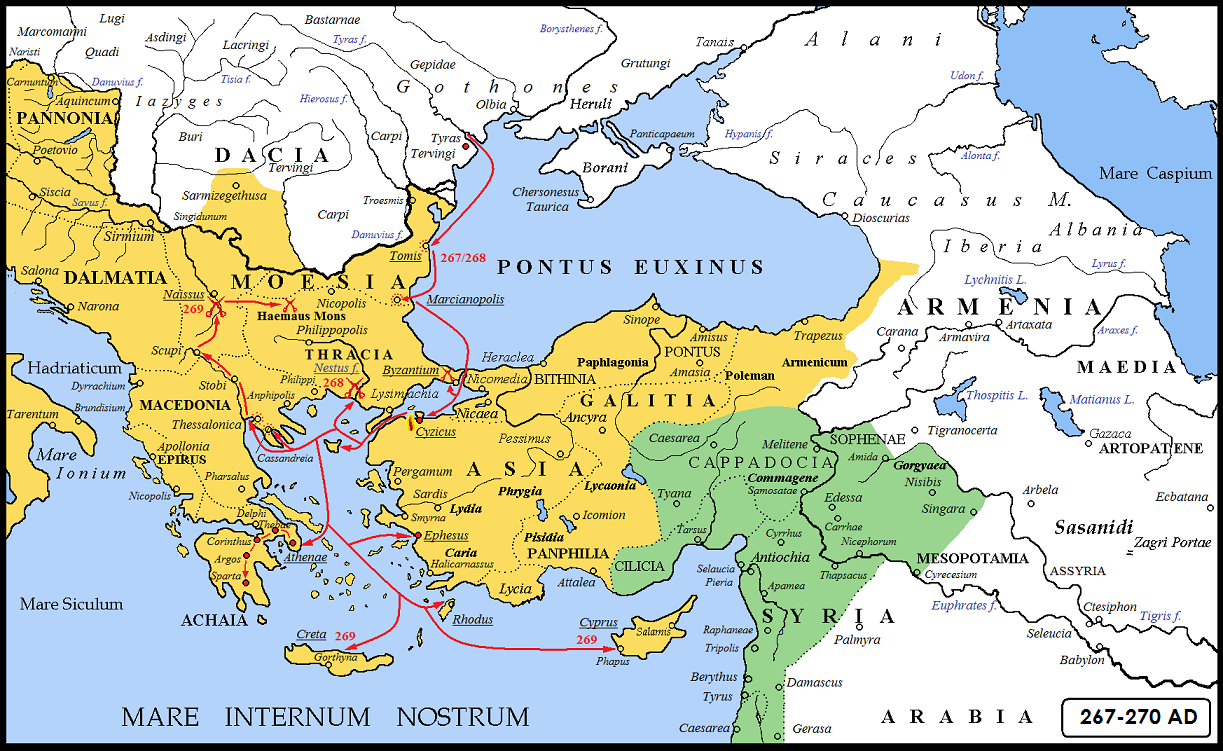
L'invasione delle genti gotiche del 267/268-270 durante i regni di Gallieno e Claudio il Gotico, colpirono anche la stessa Acaia. In colore verde il regno di Palmira della regina Zenobia e Vaballato.

All'epoca della riforma tetrarchica dell'imperatore Diocleziano (tardo III secolo), la Mesia divenne una diocesi, governata da Galerio. In età costantiniana, l'Hellas faceva parte delle diocesi di Macedonia e Tracia, mentre Teodosio I divise la diocesi di Macedonia nelle province di Creta, Acaia, Tessaglia, Epiro vecchio, Epiro nuovo e Macedonia. Le isole egee formarono la provincia di Insulae, nella diocesi Asiana. Secondo la Notitia dignitatum, l'Acaia alla fine del IV secolo era retta da un proconsole, dato confermato da Zosimo e altre fonti antiche.
Già sottoposta ad una serie di invasioni ed incursioni barbariche nel corso del III secolo, la Grecia visse, a partire dall'ascesa al trono di Diocleziano e fino all'epoca dell'Imperatore Valente, un'epoca relativamente tranquilla. L'invasione gota della Tracia, che culminò con la memorabile sconfitta di Adrianopoli (378) sembrò rimettere tutto in discussione. Teodosio I riuscì tuttavia ad arginare la marea barbara che rischiava di travolgere la Grecia e tutto il mondo romano. Alla sua morte (395) la parte orientale dell'Impero fu ereditata al primogenito Arcadio, e quella occidentale dal figlio minore, Onorio. Quella che doveva essere una spartizione di mero carattere amministrativo e militare come altre volte era accaduto nel corso di quello stesso secolo, si rivelò essere invece una divisione irreversibile fra Stati con interessi divergenti e talvolta anche contrapposti. Il mondo romano aveva perso per sempre la propria unità.

### Da Roma a Bisanzio (dal 395)
La Grecia passò sotto la giurisdizione dell'Impero romano d'Oriente a seguito della definitiva divisione dello stato romano cui si è fatto precedentemente accenno. In quest'epoca, o forse ancor prima, subito dopo la fondazione o rifondazione di Costantinopoli (330), ebbe inizio il graduale trapasso della Grecia (e di tutte le province romano-orientali) dal mondo romano a quello bizantino in formazione.

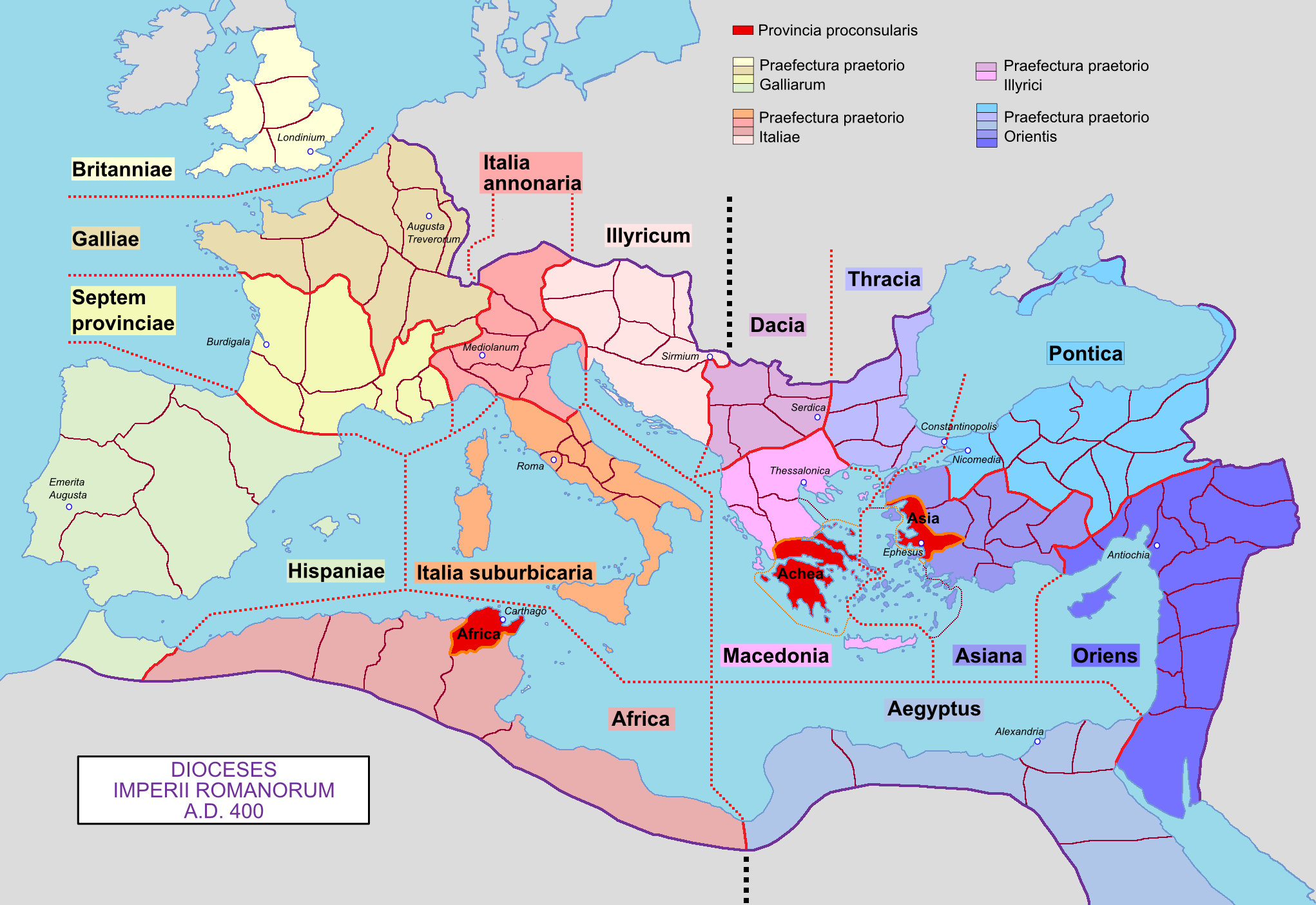
L'impero romano all'epoca della morte di Teodosio I nel 395, con la divisione amministrativa dell'impero in prefetture e diocesi. L'Acaia in "rosso" era una provincia proconsolare

I successori di Teodosio, Arcadio, primo imperatore della parte orientale dell'Impero e Flavio Onorio, di quella occidentale, non furono però all'altezza della situazione. All'inizio del 395 i Foederati Goti, nominato come capo unico e re Alarico I, si rivoltarono, devastando la Grecia e la Tracia. Secondo Giordane i motivi della rivolta sarebbero da ricercare nel fatto che i figli di Teodosio I e nuovi Imperatori, Arcadio e Onorio, avessero interrotto i sussidi e i doni che inviavano ai loro alleati Goti per i loro servigi. I guerrieri Goti, inoltre, dopo aver subito diverse perdite combattendo al servizio dell'Impero nella battaglia del Frigido, probabilmente temettero che i Romani intendessero indebolirli facendoli combattere in prima linea per loro conto, per poi, una volta che i Goti avessero subito pesanti perdite, attaccarli per sottometterli e togliere loro ogni autonomia all'interno dell'Impero. I Visigoti, volendo quindi mettere al sicuro la loro autonomia all'interno dell'Impero (garantita dallo status di Foederati), decisero di rivoltarsi eleggendo come loro capo e re Alarico I, che secondo Giordane discendeva dalla famiglia dei Balti.
Nel frattempo, spentosi Teodosio in Italia agli inizi del 395, Stilicone divenne reggente dell'Impero d'Occidente. Secondo Zosimo, Stilicone mirava ad assumere il controllo anche dell'Impero d'Oriente, cospirando contro Rufino, reggente e tutore di Arcadio, Imperatore d'Oriente. Stilicone, infatti, asseriva che l'Imperatore Teodosio, mentre stava per spirare, lo avrebbe nominato reggente e tutore sia di Arcadio che di Onorio. Quando Rufino ne venne a conoscenza, cercò in tutti i modi di impedire una spedizione di Stilicone in Oriente. Alla notizia che Alarico si stava avvicinando pericolosamente a Costantinopoli, Rufino, vestito da goto, si recò nell'accampamento goto per negoziare con il re goto; in seguito all'incontro, Alarico si allontanò da Costantinopoli, dirigendosi verso la Grecia. Poiché gran parte dell'esercito di campo dell'Impero d'Oriente si trovava in Italia al servizio di Stilicone, e le province dell'Oriente avevano già notevoli difficoltà a contrastare un'incursione degli Unni, Rufino, non avendo a disposizione né truppe sufficienti per contrastare le mire di Stilicone, né per fermare gli Unni, né tantomeno i Goti, decise di utilizzare i Goti per contrastare Stilicone, così da mettere due nemici contro l'altro. Sobillò dunque Alarico ad occupare la Grecia, garantendogli che il proconsole della Grecia, Antioco, e il comandante della guarnigione delle Termopili, Geronzio, non gli avrebbero opposto opposizioni, e anzi lo avrebbero appoggiato. In cambio, secondo alcuni studiosi, i Goti avrebbero dovuto contrastare Stilicone e le sue mire sia di dirigersi a Costantinopoli per prendere il potere diventando reggente anche di Arcadio, sia di sottrarre all'Oriente l'Illirico Orientale unendolo ai domini di Onorio. Poiché una delle motivazioni della rivolta di Alarico era la sua mancata promozione a magister militum, carica promessagli da Teodosio quando il capo visigoto lo aiutò nella campagna contro Eugenio,  è possibile che Rufino gli avesse promesso di nominarlo tale nel caso Alarico fosse riuscito a contrastare Stilicone.
Nella primavera del 395, Stilicone, che lasciò l'Italia portando con sé nell'Illirico le truppe occidentali ed orientali a sua disposizione, con il pretesto di liberare i Balcani dai saccheggi di Alarico. Secondo JB Bury e le fonti antiche, un altro motivo politico spinse Stilicone a muoversi in Oriente: nel 379, l'Imperatore d'Occidente Graziano aveva ceduto all'Impero d'Oriente le diocesi di Macedonia e Dacia, e Stilicone pretendeva che l'Impero d'Oriente restituisse quelle due diocesi all'Occidente romano, sostenendo che queste fossero state le ultime volontà di Teodosio. Probabilmente Stilicone intendeva riguadagnare il controllo dell'Illirico orientale perché aveva bisogno di soldati per fronteggiare le minacce esterne e l'Illirico aveva da sempre fornito all'Impero ottimi soldati. A questo punto, secondo Claudiano, il panico colse anche Rufino, quando seppe dell'avvicinarsi di Stilicone, suo nemico politico. Temendo che Stilicone, più che a liberare l'Illirico dai Goti di Alarico, intendesse, invece, marciare a Costantinopoli per deporre Rufino e impossessarsi del controllo anche dell'Impero d'Oriente, si recò da Arcadio e lo convinse a scrivere a Stilicone per indurlo a tornarsene in Italia rimandando in Oriente le truppe dell'esercito d'Oriente che erano nell'esercito di Stilicone. Stilicone, dopo aver letto l'ordine di Arcadio di tornare in Italia, per rispetto dell'ordine dell'Imperatore, ordinò alle truppe orientali che erano nel suo esercito di tornare a servire Arcadio e tornò con il resto del suo esercito in Italia. Le truppe orientali che Stilicone rispedì in Oriente, condotte da Gainas, avevano ricevuto però l'ordine da parte di Stilicone di uccidere al loro arrivo Rufino, e così fecero: indotto Rufino a uscire dalla città per riceverli, lo assaltarono all'improvviso uccidendolo. Al posto di Rufino fu eletto come primo ministro e reggente dell'Imperatore Eutropio, un eunuco di corte.

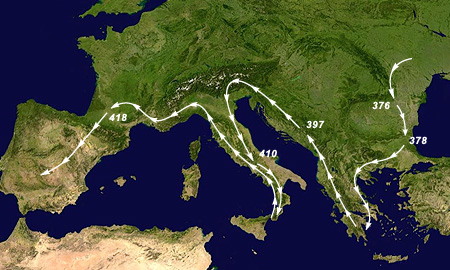
Le migrazioni dei Visigoti di Alarico I, verso la fine del IV secolo.

I Goti di Alarico, nel frattempo, nel corso del 396, occuparono militarmente la Macedonia e la Tessaglia. Una volta avvicinatosi alle Termopili, Zosimo narra che Alarico inviò messaggeri al proconsole Antioco e al governatore della guarnigione delle Termopili Geronzio, per informarli del suo arrivo. Geronzio, accusato da Zosimo di tradimento, essendosi a quanto pare accordato con Alarico, avrebbe ordinato alla guarnigione delle Termopili di far passare Alarico e i suoi Goti, permettendo loro di penetrare in Grecia. Secondo Zosimo, per il tradimento di Rufino, e dei suoi complici Antioco e Geronzio, Alarico poté così devastare l'intera Grecia, compresa la Beozia, saccheggiando la città, massacrando vecchi e bambini, e deportando come prigionieri donne e bambini, insieme ad un ampio bottino di guerra. Solo Tebe fu risparmiata dal saccheggio in parte per la resistenza delle mura, in parte per l'impazienza di Alarico di dirigersi verso Atene, che sperava di conquistare.
Alarico non riuscì a costringere alla resa Atene, e decise invece di inviare messaggeri per negoziare una pace. Essendo stata la proposta di Alarico accettata, Alarico entrò ad Atene con pochi soldati, dove furono trattati con molta ospitalità, e, dopo aver ricevuto alcuni doni, partì, lasciando la città e l'intera Attica indenne da saccheggi e procedendo invece verso Megaris, che espugnò al primo tentativo, e poi verso il Peloponneso, senza incontrare resistenza. Zosimo, che parla ancora di tradimenti, narra che Geronzio avrebbe permesso ad Alarico di attraversare l'Istmo, oltre il quale tutte le città, senza fortificazioni perché già protette dall'Istmo, potevano essere espugnate con estrema facilità. A causa del tradimento di Geronzio, Alarico poté così espugnare Corinto e tutte le cittadine nelle sue vicinanze, nonché Argo, Sparta e le città circostanti.
Secondo alcuni studiosi, invece, le devastazioni dei Goti di Alarico sarebbero state accentuate alquanto dalle fonti, Claudiano, Eunapio e Zosimo, perché prevenute nei confronti dei Goti: i rinvenimenti archeologici nelle città della Grecia sembrerebbero smentire un quadro di devastazioni all'epoca di Alarico, e probabilmente le razzie ci furono, ma si limitarono probabilmente alle campagne e ai luoghi di culto pagani; sarebbe stato proprio l'accanimento dei Goti contro i luoghi di culto pagani a spingere Eunapio, già di principio ostile alla politica di imbarbarimento dell'esercito, a descrivere a tinte fosche l'occupazione della Grecia di Alarico. Proprio Zosimo, quando narra che gli ufficiali di Rufino prima e di Eutropio poi non opposero opposizione ad Alarico e anzi lo appoggiarono, sembrerebbe suggerire che Alarico agisse in Grecia con l'appoggio delle autorità imperiali; probabilmente gli era stato affidato l'incarico di opporsi ai tentativi di Stilicone di annettere all'Impero d'Occidente l'Illirico Orientale. Le razzie di Alarico non sarebbero incompatibili con questo ruolo di alleato dell'Impero: nel caso dei mercenari Unni assoldati da Ezio nel periodo 435-439, le fonti denunciano parimenti i saccheggi condotti dai mercenari contro gli stessi cittadini che essi avrebbero dovuto difendere.

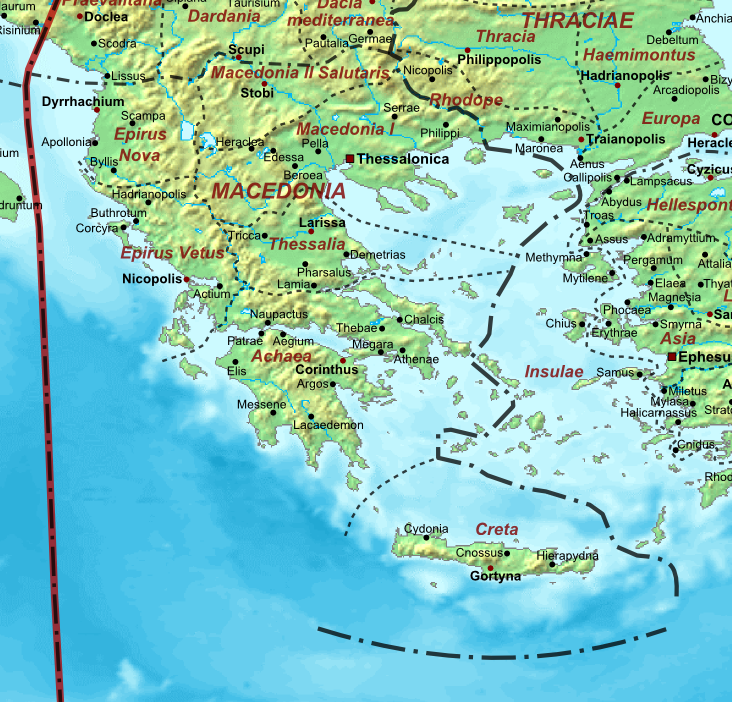
La diocesi di Macedonia verso la fine del IV secolo.

Nella primavera del 397, Stilicone salpò di nuovo dall'Italia e, sbarcato a Corinto, marciò in Elis per fermare i saccheggi dei Goti. Secondo Zosimo, Stilicone fece imbarcare un considerevole numero di truppe per l'Acaia, in modo da liberarla dai saccheggi dei Goti; arrivato nel Peloponneso, costrinse i Barbari a ritirarsi a Pholoe, dove, a dire di Zosimo, avrebbe potuto annientarli agevolmente, "se non si fosse abbandonato alla lussuria e alla licenziosità; allo stesso modo permise ai suoi soldati di saccheggiare ciò che i Barbari avevano lasciato, dando quindi al nemico l'opportunità di partire dal Peloponneso, per trasportare il loro bottino con sé in Epiro, e saccheggiare tutte le città in quella regione; quando Stilicone ne venne a conoscenza, partì per l'Italia senza aver combinato nulla, a parte l'aver portato ai Greci ulteriori calamità tramite i soldati che aveva portato con sé". In pratica, Alarico era riuscito a fuggire dalla stretta romana tagliando le linee di circumvallazione in un luogo non sorvegliato; mentre Zosimo attribuì interamente la responsabilità a Stilicone, accusandolo di aver perso tempo nei divertimenti dando l'opportunità al nemico di mettersi in salvo, e Orosio è nello stesso avviso, accusandolo di tradimento e di collusione con il nemico, Claudiano, panegirista di Stilicone, dà ancora una volta la colpa al governo romano-orientale, che avrebbe di nuovo fermato Stilicone, spingendolo al ritiro, firmando un nuovo foedus con i Visigoti di Alarico. L'intromissione di Stilicone negli affari orientali, la notizia dei saccheggi compiuti dai suoi soldati in Grecia, e il timore che il generale intendesse impossessarsene unendola ai domini di Onorio, indusse Eutropio a far dichiarare dal senato bizantino Stilicone nemico pubblico dell'Impero d'Oriente.
Nel frattempo, Alarico si era ritirato in Epiro, e rivendicava la carica di magister militum e un trattato definitivo tra Impero e Goti a condizioni migliori di quello del 382, minacciando nuovi saccheggi nel caso queste condizioni non fossero state accettate. Eutropio negoziò un trattato di pace con Alarico e i Visigoti: i Visigoti ottennero nuove terre da coltivare e Alarico divenne magister militum per Illyricum. Claudiano, panegirista di Stilicone, espresse indignazione per il trattato, scrivendo che, a causa dello stesso trattato, "il devastatore dell'Acaia e dell'Epiro privo di difese [Alarico] è ora signore dell'Illiria; ora entra come amico dentro le mura che un tempo assediava, e amministra la giustizia a quelle stesse mogli che aveva sedotto e i cui bambini aveva assassinato. E questa sarebbe la punizione di un nemico...?"
Nominato magister militum dell'Illirico, Alarico, alla guida del suo popolo, invase successivamente l'Italia, saccheggiando Roma nel 410.

## Geografia politica ed economica

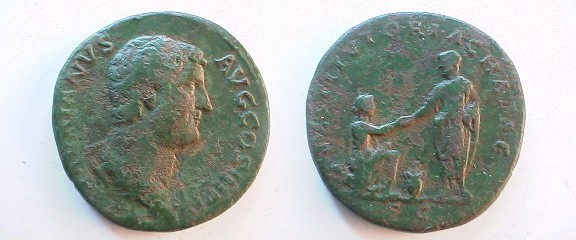
Moneta di Adriano che celebra la provincia dell'Acaia

Rame, piombo e ferro erano i prodotti dell'Acaia, anche se la produzione achea non era all'altezza di quella di altre province, come il Norico, la Britannia e l'Hispania. Un prodotto molto ricercato era il marmo delle cave greche.
A Roma erano molto ricercati gli schiavi greci istruiti, come medici e insegnanti, così che uomini istruiti erano una voce importante dell'esportazione della provincia. L'Acaia esportava anche prodotti di lusso domestici, come arredamenti, vasellame, cosmetici e lini. Le olive e l'olio d'oliva greco erano ricercati in tutto l'impero.